# ぼくは航空管制官2
『ぼくは航空管制官2』（ぼくはこうくうかんせいかんツー）は、2001年10月18日より株式会社テクノブレインから順次発売されたWindows対応の日本初の航空管制シミュレーションソフト『ぼくは航空管制官シリーズ』の第2作である。通称・略称はぼく管2（ぼくかんツー）である。
元々はPCゲームであったが、PlayStation Portable版の派生ソフトも生まれている。

## 概要
それまでの航空業界を題材としたシミュレーションゲームは、航空機の操縦を目的としたゲームや、航空会社を題材とした経営シミュレーションゲームなどであった。これに対して、『ぼくは航空管制官シリーズ』では航空交通管制をメインとしたところが大きく異なっている。プレイヤーは航空管制官となって航空機の飛行・離着陸・地上移動について指示を出すことが目的となる。
『ぼくは航空管制官2』は、前作『ぼくは航空管制官』にさらにリアリティを追求した続編として発売された。
前作からの最大の変更点はグラフィックである。初代『ぼく管』が2Dグラフィックだったものが、『ぼく管2』では3Dグラフィックとなっている。空港モデルは「実物」に近いものとなり、特に空港上空の着陸進入・出発エリアのマップは大幅に拡大された。ぼく管2では、登場する航空会社は基本的には実在の航空会社となり、マーキングの使用許可も得ている。また、出発経路(SID)・到着経路(STAR)も実物に即したものにされている。
また、航空管制の字幕を管制担当ごとに指示する方法に変更されている。管制担当ごとにテロップが出てくるが、日本語・英語・テロップなしの3つから選択できる。テロップを英語にしても、日本語でのやり取りは日本語テロップが流れる。
1作品には基本的には6つのステージが収録されている。通常は、3つのステージごとに1つのカテゴリーを形成しており、1作品に対して2カテゴリーある。それぞれのステージにおいて、初心者向けのノーマルモードと、ある程度航空管制に詳しい者向けのエキスパートモードが選択できる。
ゲームを開始すると表示されるメインメニュー（ステージ選択画面）には、日本の空港と世界の空港の2つの選択肢があるが、日本国外の空港を舞台にした作品は『ぼく管2』で発売されていない（『ぼく管3』では発売されている）。
2001年から2006年に発売されたソフトウェアであるが、対応モジュールをインストールすると、Windows Vistaや7でもプレイできる。

## ゲームのシステム
本作の特徴は、3Dグラフィックに進化したビジュアルであるが、他にも多くのシステムが進化を遂げている。登場する航空機の状態を示す運航票（ストリップ）が、出発便・到着便別に整理して表示されるようになり、航空機の整理がしやすくなった。また、前作のぼくは航空管制官では、ひとつしかなかった無線のチャンネルが、管制の各部門ごとに増やされた。これにより、デリバリーで出発許可を与えている間にタワーで着陸許可を出す、というようなプレイも可能になった。無線内容の字幕も管制部門別に分けて表示されるようになり、分かりやすくなった。
本作のルールは概ね次のとおりである。航空管制官であるプレイヤーは、各航空機のパイロットに運行の指示を出し、順調にフライトが進行すれば、得点が加算されていく。ゲーム内で規定された一定時間が経過した時点で、得点が一定以上あれば、ゲームクリアとなる。
以下に、ゲームに登場する一般的な旅客機の出発・到着便の流れを示す。ただし、有視界飛行（計器などに頼らない目視での運行）をする航空機や軍用機などはこの限りではない。

### 出発便
デリバリー
デリバリーは出発を控えた航空機に出発許可を与える。実際の航空管制では非常に複雑なやりとり（出発経路や無線の設定、飛行高度の通達など）がなされるのであるが、ぼく管2では「出発許可」のボタンひとつを押すだけで済む。ただし、難易度が高いエキスパートモードを選択すると、一つだったボタンが複数に増え、数種類ある出発経路のなかから、適切なものを選ばなくてはならない。このとき、選択を誤ると、誤りに気づいた管制官が訂正を行い、通常よりも交信時間が長くなってしまう。
グランド
グランドでは、出発許可を得た航空機に、まずはプッシュバックの許可を与える。プッシュバックの際、航空機がどの滑走路を使うのかを決めることになる。航空機が離陸・着陸するときは、風に向かうように離陸・着陸をする。ゲーム画面に表示される風向きを見ながら、選択肢のなかから適切な滑走路を選んでやる必要がある。なお、#関空CrossOverArea以降の作品では、プッシュバックの際、後退後に左右どちらの方向を向くかを選べる。例えば、左後方にプッシュバックすると、左側のスポットが塞がれてしまい、その航空機が移動するまで、そのスポットは使えなくなる。他の航空機の動向を見極めてプッシュバックをすることになる。プッシュバックが終わると、次に滑走路の端までの地上走行の許可を与える。その際、どの誘導路を使うかを複数の選択肢のなかから選ぶ。他機の邪魔にならないルートを選んでやると良い。また、滑走路へ向かう途中、他機がいるなどの理由で、誘導路を空けてやる必要があるときは、その場で停止するように指示を出すこともできる。グランドの指示通りに航空機が滑走路の近くまできたら、次はタワーにハンドオフ（管制部門の引き継ぎ）を行う。
タワー
タワーは、滑走路とその周辺の上空を管理し、離陸・着陸の許可を出す。タワーは滑走路の端で待機する航空機に、滑走路周辺の安全を確認したうえで、次の3つの指示を出すことになる。
- 滑走路に入らずに待機
- 滑走路に入って待機
- 離陸許可

例えば、先客の着陸機がいるときは、滑走路に入らずに待機させておき、着陸機が着陸したら、滑走路に入って待機させる。次いで、着陸機が滑走路を出て安全が確認されたら、正式に離陸許可を与える。…などといった手順を踏むこともできる。離陸許可を得た航空機は、離陸滑走を行う。航空機が安定して上昇を始めたら、次にディパーチャーにハンドオフを行う。
ディパーチャー
ディパーチャーでは、出発した航空機が安全に空港周辺から離れられるように誘導を行う。こちらも、現実の航空管制では複雑なやりとり（高度や方向などの詳細な指示）がなされるのであるが、ぼく管2ではボタンを押すだけである。
航空機が、ゲームの舞台である空港周辺から離れたら、ディパーチャーからコントロールへハンドオフを行い、プレイヤーの仕事は完了である。

### 到着便
アプローチ
アプローチは、空港への着陸を求める航空機に指示を与え、滑走路へ誘導する。アプローチでは、航空機がどの滑走路に降りるかを決める。離陸と同様に、ゲーム画面に表示される風向きを見ながら、向かい風となる滑走路を選んでやる。飛行ルートによっては、標準の飛行ルート通りに飛ぶか、ショートカットさせてやるかなどを選ぶこともできる。航空機を滑走路への最終の着陸進入コースまで導いたら、タワーにハンドオフを行う。
タワー
タワーは、滑走路への最終の着陸態勢をとる航空機に着陸許可を与える。離陸の場合と同様に、滑走路周辺の安全を確認した上で着陸許可を与える。他の航空機が滑走路にいるなどの理由で、安全に着陸できないときは、着陸のやり直しを指示することもできる。航空機が無事に着陸して、滑走路の外に脱出したら、グランドにハンドオフを行う。
グランド
グランドは、到着機を駐機場まで誘導する。空いている駐機場へと、航空機に地上走行の許可を与える。ここでも、ゲームでは、選択肢のなかから選んで、ボタンを押すだけである。
航空機が駐機場に到着したら、その航空機の運行は終了となる。このあと、便によっては、次のフライトや整備のために、空港内の他の場所へ移動する場合がある。その時は、どの誘導路を使って移動するか、選んでやることになる。

## シリーズ一覧

### 東京ビッグウイングA
ぼくは航空管制官2 東京ビッグウィングA（-とうきょうびっぐうぃんぐあるふぁ）は東京国際空港を舞台とした作品である。
- 登場航空会社など…JALグループ・ANAグループ・日本エアシステム・スカイマーク・北海道国際航空・海上保安庁・チャイナエアライン・エバー航空
- 発売当時は成田空港B滑走路が供用開始前だったので、チャイナエアライン・エバー航空が国際線から発着している。
- 架空の航空会社「テクノエア」が登場する。
- 大入御礼版はデスクトップアクセサリ「卓上航空計器」を同梱した期間限定の記念版。
- アップグレード版は前作「ぼくは航空管制官」シリーズ所有者対象。
- 公式製品紹介
- 本作の体験版がテクノブレイン公式ホームページにて公開されている。[10]

### 東京ビッグウイングB
ぼくは航空管制官2 東京ビッグウィングB（-とうきょうびっぐうぃんぐぶらぼー）は東京国際空港を舞台とした前作A（アルファ）の追加キットである。
- 通常版：2002年1月1日、セットバリューパックお礼版：2002年5月1日発売
- 「東京ビッグウイングA」の続編で、空港の夜景が再現されている。国際線チャーター便も登場する。「東京ビッグウイングA」の追加キットの位置付けのため、単体ではプレイできない。

第2ターミナルが登場する。
- この作品は他とは異なり、1つのカテゴリーで4つのステージ多く収録されている。
- セットバリューパックお礼版は「東京ビッグウイングA」と「東京ビッグウイングB」をセットにしたもの。また、デスクトップアクセサリ「卓上航空計器」を同梱。
- 公式製品紹介

### かごしま離島管制
ぼくは航空管制官2 かごしま離島管制（-かごしまりとうかんせい）は鹿児島空港・種子島空港・屋久島空港の3空港を舞台とした作品である。
- 通常版：2002年4月19日、限定おまけ付版：2003年1月2日発売
- 登場航空会社…JALグループ・ANAグループ・日本エアシステム・日本エアコミューター・オリエンタルエアブリッジ・スカイマーク・新日本航空・ポーラーエアカーゴ
- 鹿児島空港だけでなく、種子島・屋久島のレディオ管制も同時に行なう。
- 離陸機に、滑走路端からではなく滑走路途中から離陸するインターセクションテイクオフを指示できる。
- 実物と同様のある条件を充たすと、種子島宇宙センターからロケットが発射される。
- 限定おまけ付版は卓上航空計器と、特性チュートリアルの入った「おまけCD-ROM」を同梱。限定2000本。
- ドキュメントCD「台風飛行」を同梱したYS-11記念特別版がある。限定1000本。
- システムを一新しJALグループを新マーキング機体にした、リニューアル版が後に発売されている。
- 公式製品紹介

### 小松基地航空祭
ぼくは航空管制官2 小松基地航空祭（-こまつきちこうくうさい）は航空自衛隊小松基地（小松空港）を舞台とした作品である。
- 通常版：2002年8月16日、限定おまけ付版：2003年10月23日発売
- 登場航空会社など…JALグループ・ANAグループ・日本エアシステム・航空自衛隊
- 初めて軍民共用空港が舞台となった。
- 本作のみ通常とは異なる構成になっており、早押しクイズもある。
- この作品は他とは異なり、1つのカテゴリーで6つのステージが収録されている。
- 航空専門誌『航空ファン』共催の航空自衛隊機写真コンテストの入賞作品の写真を見ることができる。壁紙として利用可能。
- 限定おまけ付き版は、「特製マウスパッド」を同梱。限定1000本。
- 公式製品紹介

### 成田ゲートオブジャパン
ぼくは航空管制官2 成田ゲートオブジャパン（-なりたげーとおぶじゃぱん）は成田国際空港（発売当時の名称は新東京国際空港）を舞台とした作品である。
- 初回限定版：2003年1月18日、通常版：2003年1月18日発売
- 登場航空会社…ANAグループ・日本エアシステム・中日本エアラインサービス・フェアリンク・日本貨物航空・大韓航空・チャイナエアライン・エバー航空・シンガポール航空・カンタス航空・ノースウエスト航空・ユナイテッド航空・エールフランス・ルフトハンザドイツ航空・アエロフロート・ロシア航空・ブリティッシュ・エアウェイズ・フェデックス
- 初回特典：VHSビデオ「成田ヒーリング・ヴィジュアル・コレクション」
- この時期、日本航空と日本エアシステムの経営統合が話題になったが、この影響で日本航空のマーキング利用許可は得られなかった。「東京ビッグウイングA」を導入している場合のみ、日航機が登場した。日本エアシステムのレインボーセブンがロサンゼルス行きとして登場する（実際はノースウエスト航空運航便で実在しない）。
- チャイナエアライン・エバー航空が成田に移動した後（第2滑走路オープン後）なので、こちらにも登場している。
- ロサンゼルス行きがB滑走路から離陸するなど、非現実的な側面も多い（太平洋横断や欧州直行などの燃料を満載した航空機が暫定B滑走路から離陸するのは不可能）。
- 公式製品紹介

### 東京ビッグウイング コンプリート
ぼくは航空管制官2 東京ビッグウイング コンプリート（-とうきょうびっぐうぃんぐこんぷりーと）は東京国際空港を舞台とした、前作東京ビッグウイングA・東京ビッグウイングBの続編である。通常版とアップグレード版がある。
- 2003年5月8日発売
- 登場航空会社など…JALグループ・ANAグループ・日本エアシステム・スカイマーク・北海道国際航空・スカイネットアジア航空・チャイナエアライン・エバー航空・エアバストランスポート・海上保安庁・国土交通省
- 「東京ビッグウイングA」と「東京ビッグウイングB」を統合した上、さらに新ステージを追加したもの。位置付け上はアップグレードということになっているので、経営統合前の日本航空と日本エアシステムが登場する。
- この作品は他とは異なり、1つのカテゴリー（3つのステージ）のみ収録されている。
- 最終ステージではA300-600ST「ベルーガ」が登場するが、まだ羽田空港には飛来したことはない。航空局のサーブ 2000も登場する。
- 公式製品紹介

### 名古屋JumbleAirport
ぼくは航空管制官2 名古屋JumbleAirport（-なごやじゃんぶるえあぽーと）は名古屋空港（現在は名古屋飛行場に改称）を舞台とした作品である。
- 初回限定版：2003年9月18日、通常版：2003年9月25日発売
- 登場航空会社など…ANAグループ・日本エアシステム・中日本エアラインサービス・ジェイエア・大韓航空・中国東方航空・タイ国際航空・ノースウエスト航空・ヴァリグ・ブラジル航空・エールフランス・航空自衛隊
- 「小松基地航空祭」に続いて軍民共用空港が舞台となった作品で、三菱重工のテストフライト機も登場する。発着機が多いため難易度はかなり高い。
- タイトルの「ジャンブル」とは、ジャンボ機からセスナ機まで飛来する名古屋空港（現・名古屋飛行場）を表した、「ごちゃまぜ」という意味の言葉である。
- マーキング使用許可が得られなかったため、本作では日航機は登場しない。ただし、日本エアシステムとジェイエアはマーキング許可が得られたため登場する。
- このシリーズからは、退役した機材も登場する。ゲームならではの企画で、本作ではジェットストリーム31・DC-3・F86-Fが登場。また、YS-11の1号機も登場し、試作機の長いピトー管も再現されている。
- 初回特典：機体マーキングマウスパッド。限定3000本。
- 公式製品紹介

### 成田スターライトエアウェイズ
ぼくは航空管制官2 成田スターライトエアウェイズ（-なりたすたーらいとえあうぇいず）は成田国際空港を舞台とした作品である。前作の成田ゲートオブジャパンとは別の独立したソフトウェアであり、前作がなくとも、この製品単体でゲームが楽しめる。
- 通常版：2003年12月25日、ベストコレクション：2007年11月10日発売
- 登場航空会社…ANAグループ・中日本エアラインサービス・フェアリンク・日本貨物航空・大韓航空・アシアナ航空・中国東方航空・チャイナエアライン・エバー航空・シンガポール航空・タイ国際航空・カンタス航空・ノースウエスト航空・ユナイテッド航空・デルタ航空・ヴァリグ・ブラジル航空・エールフランス・ルフトハンザドイツ航空・アエロフロート・ロシア航空・アリタリア航空・スイス インターナショナル エアラインズ・ブリティッシュ・エアウェイズ・フェデックス
- 「成田ゲートオブジャパン」の続編で、空港の夜景および夜間管制が再現されている。航空会社は24社登場で、シリーズ最多。「東京ビッグウイングB」とは違い、こちらは単体でもプレイ可能。
- マーキング使用許可が得られなかったため、本作では日航機は登場しない。
- 最後にコンコルドが登場するが、実際には成田国際空港にコンコルドが飛来したことはない。他にはイリューシン62やロッキードL1011トライスターも登場する。
- 公式製品紹介

### 沖縄・南諷の航跡
ぼくは航空管制官2 沖縄・南諷の航跡（-おきなわなんふうのこうせき）は那覇空港を舞台とした作品である。
- 初回限定版：2004年4月22日、通常版：2004年5月13日、限定おまけ付版：2005年9月30日、ベストコレクション：2006年12月15日発売
- 登場航空会社など…ANAグループ・日本トランスオーシャン航空・琉球エアーコミューター・エアードルフィン・アシアナ航空・中国東方航空・チャイナエアライン・航空自衛隊・海上自衛隊・陸上自衛隊・海上保安庁
- 軍民共用空港は3作目。米軍ラプコンも含まれているが、こちらも難易度は高い。
- 離陸機に、滑走路端からではなく滑走路途中から離陸するインターセクションテイクオフを指示できる。
- 日本トランスオーシャン航空のマーキング使用許可が得られたため、日本航空グループの機材が一部復活した。
- 嘉手納基地の離着陸機としてロッキードSR-71ブラックバードが登場する。
- 初回特典：Luke H.Ozawa氏の写真集「JETLINER」特別編集版（フルカラー128ページ）
- 限定おまけ付版は、那覇空港の滑走路をあしらった特製スポーツタオル（110×20cm）（国産ジャガード織り）を同梱。
- 公式製品紹介

### 仙台First Flight, First Control
ぼくは航空管制官2 仙台First Flight, First Control（F.F.F.C.）（-せんだいふぁーすとふらいとふぁーすとこんとろーる）は仙台空港を舞台とした作品である。
- 初回限定版：2004年9月30日、通常版：2004年10月14日、ベストコレクション：2006年12月15日発売
- 登場航空会社…JALグループ・ANAグループ・日本貨物航空・中日本エアラインサービス・フェアリンク・アシアナ航空・エバー航空・ベトナム航空・コンチネンタル航空・アントノフ航空・北日本航空・海上保安庁・航空大学校
- 交差する滑走路を持ち、航空大学校の訓練も行われるため、シリーズ中の難易度は上級レベル。 シナリオもかなり凝っている。（霧で滑走路閉鎖など）
- 離陸機にインターセクションテイクオフを指示できる。
- 本作より再び日航機が登場するようになった。（新塗装で）
- アントノフ航空のAn-124ルスラーンが登場する。
- 初回特典：ぼく管シリーズのBGM等が入ったサウンドトラックと、スタッフの制作秘話を綴ったブックレット。限定4000本。
- 初回特典に同梱されているもののうちサウンドトラックは別途で販売している。
- 公式製品紹介

### 新千歳SnowScape
ぼくは航空管制官2 新千歳SnowScape（-しんちとせすのーすけーぷ）は新千歳空港・千歳基地を舞台とした作品である。
- 初回限定版：2005年1月13日、通常版：2005年2月3日、ベストコレクション：2006年12月15日発売
- 登場航空会社など…JALグループ・ANAグループ・北海道国際航空・アイベックスエアラインズ・大韓航空・中国東方航空・エバー航空・オーストラリア航空・コンチネンタル航空・サハリン航空・カリッタエア・カーゴルックス・ポーラーエアカーゴ・航空自衛隊・海上保安庁
- 軍民共用空港では4作目。積雪時の滑走路閉鎖も再現される。
- 政府専用機やDHC-6が登場する。
- エプロンエリアに航空機が集中することもあり、難易度はかなり高め。
- 最初の3ステージが夏の管制、後の3ステージが冬の管制となっている。
- 初回特典：JAS関係者向けの取材の貴重な記録映像のDVD。限定4000本。
- 公式製品紹介

### 関空CrossOverArea
ぼくは航空管制官2 関空CrossOverArea（-かんくうくろすおーばーえりあ）は関西国際空港を舞台とした作品である。
- 通常版：2005年5月27日、ベストコレクション：2006年12月15日発売
- 登場航空会社など…JALグループ・ANAグループ・スカイマーク・大韓航空・アシアナ航空・中国東方航空・エバー航空・シンガポール航空・タイ国際航空・ベトナム航空・オーストラリア航空・ノースウエスト航空・ユナイテッド航空・ウラジオストク航空・エミレーツ航空・エールフランス・ルフトハンザドイツ航空・アリタリア航空・スイス インターナショナル エアラインズ・ブリティッシュ・エアウェイズ・フェデックス・国土交通省
- 初の広域管制編。大阪国際空港・徳島空港・高松空港の出域管制・入域管制も行なう。
- ガルフストリーム機がビジネスジェットとして登場する。
- 供用開始前のB滑走路が再現されており、チェックフライトが絡むステージもある。
- 本作から、プッシュバック時に航空機が切り返す方向を指示できるようになった。
- 公式製品紹介

### かごしま離島管制リニューアル版
ぼくは航空管制官2 かごしま離島管制リニューアル版（-かごしまりとうかんせいりにゅーあるばん）は鹿児島空港・種子島空港・屋久島空港を舞台とした作品である。内容は前作のかごしま離島管制とほぼ同一だが、JALグループは新塗装に変更されている。
- 通常版：2005年8月12日、ベストコレクション：2007年5月26日発売
- 登場航空会社…JALグループ・ANAグループ・オリエンタルエアブリッジ・スカイマーク・ポーラエアカーゴ
- 公式製品紹介

### 福岡オリエンタルウイングス
ぼくは航空管制官2 福岡オリエンタルウイングス（-ふくおかおりえんたるういんぐす）は福岡空港を舞台とした作品である。
- 初回限定版：2005年9月30日、通常版：2005年10月14日、ベストコレクション：2007年5月26日発売
- 登場航空会社…JALグループ・ANAグループ・天草エアライン・スカイマーク・大韓航空・アシアナ航空・中国東方航空・チャイナエアライン・エバー航空・シンガポール航空・タイ国際航空・ベトナム航空・オーストラリア航空・コンチネンタル航空
- 滑走路34へのILS整備前（後の3ステージ）とILS整備後（最初の3ステージ）のプレイが可能。
- 本作では久々にテクノエアが登場。
- 本作から、着陸した航空機が滑走路から脱出する際の誘導路を選択できるようになった。
- 本作のみ、出発便に対して一度指示した使用滑走路を変更できる。
- 本作の難易度はシリーズ中一二を争うほど高いと言われている。
- 初回特典：福岡空港周辺の航空図をジグソーパズルにした「パズルdeマップ 航空図福岡」。限定4000本。
- 公式製品紹介

### 東京ビッグウイングDualSite
ぼくは航空管制官2 東京ビッグウイングDualSite（-とうきょうびっぐういんぐでゅあるさいと）は東京国際空港を舞台とした作品である。ぼく管2で4作目となる羽田空港の作品であるが、前作の3作とは別個に動作する別製品であり、このパッケージ単独で動作する。（前作とアップグレード・互換などの関係はなく、前作をもっていなくてもプレイできる。）
- 初回限定版：2006年1月1日、通常版：2006年1月27日、ベストコレクション：2008年4月11日発売
- 登場航空会社など…JALグループ・ANAグループ・スカイマーク・北海道国際航空・スカイネットアジア航空・大韓航空・アシアナ航空・海上保安庁・国土交通省・アメリカ空軍第89空輸航空団
- 第2ターミナル開業後の東京国際空港が舞台である。
- VC-25・C-32を初めとしたVIP機が登場する。
- 本作より新レンダリングエンジンを使用した描画が採用され、光の反射などがより精彩に表現されるようになった。
- 初回特典：羽田の映像のDVD「HANEDA Dual Sight」。限定4000本。
- 初回特典に同梱されているDVDは別途で販売している。
- 公式製品紹介

### 成田完全版
ぼくは航空管制官2 成田完全版（-なりたかんぜんばん）は成田国際空港を舞台とした作品である。前作の成田ゲートオブジャパンと成田スターライトエアウェイズの2作品を統合し、当時最新のシステムを導入したリニューアル版である。しかし、東京ビッグウイングコンプリートのような、ステージ自体の新たな追加はない。
- 2006年3月31日発売
- 登場航空会社…JALグループ・ANAグループ・アイベックスエアラインズ・日本貨物航空・大韓航空・アシアナ航空・中国東方航空・チャイナエアライン・エバー航空・シンガポール航空・タイ国際航空・カンタス航空・ノースウエスト航空・ユナイテッド航空・デルタ航空・ヴァリグ・ブラジル航空・エールフランス・ルフトハンザドイツ航空・アエロフロート・ロシア航空・アリタリア航空・スイス インターナショナル エアラインズ・ブリティッシュ・エアウェイズ・フェデックス
- 公式製品紹介

### 大阪インターシティエアポート
ぼくは航空管制官2 大阪インターシティエアポート（-おおさかいんたーしてぃえあぽーと）は大阪国際空港を舞台とした作品である。
- 初回限定版：2006年6月2日、通常版：2006年6月30日、ベストコレクション：2007年11月10日発売
- 登場航空会社など…JALグループ・ANAグループ・アイベックスエアラインズ・スカイマーク・大韓航空・アシアナ航空・中国東方航空・シンガポール航空・タイ国際航空・国土交通省
- 実物が広域管制のため、関西国際空港・神戸空港の出域管制・入域管制も行なう。
- 発売時点では規制で既に乗り入れなくなったボーイング747も登場する（実際の伊丹への定期便での乗り入れは同年3月31日まで）。
- 離陸機に、滑走路端からではなく滑走路途中から離陸するインターセクションテイクオフを指示できる。（滑走路32L使用時に進入する誘導路としてW1とW2が選択できる）
- 初回特典：かつてのぼく管シリーズにおまけとして収録されたミニゲームの3D版「ぼくはグランドサービス2」。
- 公式製品紹介

### セントレア・中部国際空港
ぼくは航空管制官2 セントレア・中部国際空港（-せんとれあちゅうぶこくさいくうこう）は中部国際空港（セントレア）を舞台とした作品である。
- 初回限定版：2006年9月30日、通常版：2006年10月20日、ベストコレクション：2008年4月11日発売
- 登場航空会社など…JALグループ・ANAグループ・大韓航空・アシアナ航空・中国東方航空・チャイナエアライン・エバー航空・シンガポール航空・タイ国際航空・ベトナム航空・ガルーダ・インドネシア航空・カンタス航空・ノースウエスト航空・ユナイテッド航空・コンチネンタル航空・ルフトハンザドイツ航空・フィンランド航空・エミレーツ航空・アントノフ航空・航空自衛隊
- エアバスA380・ボーイング747-400LCF ・航空自衛隊のE-767が登場する。また、ボーイング787のコンポーネントも積荷として登場。
- 本作のみ、地上走行する航空機の速度に明確な差がある（航空機以外の車両などは以前から速度差があった）。
- 初回特典：2005年開港時に中部国際空港株式会社が航空関係者のみに配布した「中部国際空港旅客ターミナルパンフレット」。限定3000本。
- 公式製品紹介

### 関空ブライトリーパス
ぼくは航空管制官2 関空ブライトリーパス（-かんくうぶらいとりーぱす）は関西国際空港を舞台とした作品である。前作の関西クロスオーバーエリアとは別の独立したソフトウェアであり、前作がなくとも、この製品単体でゲームが楽しめる。
- 初回限定版：2007年1月1日、通常版：2007年1月26日発売
- 登場航空会社など…JALグループ・ANAグループ・スカイマーク・日本貨物航空・大韓航空・アシアナ航空・中国東方航空・チャイナエアライン・エバー航空・シンガポール航空・タイ国際航空・ベトナム航空・ガルーダ・インドネシア航空・カンタス航空・ノースウエスト航空・ユナイテッド航空・フェデックス・ユナイテッド・パーセル・サービス・エア・カナダ・エールフランス・ルフトハンザドイツ航空・アリタリア航空・エミレーツ航空・フィンランド航空・ウラジオストク航空・エアロック
- 空港の夜景および夜間管制が再現されている。こちらも広域管制で大阪国際空港・徳島空港・神戸空港の出域管制・入域管制も行なう。
- 2007年8月に運用開始のB滑走路が使用可能。なお、整備スポットが1つ減った形で再現されている。
- 新たにユナイテッド・パーセル・サービス、エア・カナダ、エアロックが登場。また、ツェッペリンNT飛行船もテクノエア機として登場する。
- エアロックのサニー横山も声で出演。
- 前作の関空クロスオーバーエリアに登場しなかった、フィンランド航空・カンタス航空・ガルーダ・インドネシア航空・チャイナエアライン・日本貨物航空も登場。
- 空港や周辺地図の基本構造は、B滑走路や神戸空港が追加された点以外は「関西クロスオーバーエリア」とほぼ同じであるが、「東京ビッグウイングDualSite」以降に採用されている新レンダリングエンジンが本作では採用されている。
- 公式製品紹介

## ベストコレクション
ぼく管2の一部のタイトルはベストコレクションとして再発売されている。ベストコレクションではパッケージや同梱物が簡略化されており、価格が抑えられている。ゲーム内容は通常版と変わらない。
以下の製品がベストコレクションとして発売されている。
- 沖縄・南諷の航跡 - 2006年12月15日発売
- 仙台First Flight, First Control - 2006年12月15日発売
- 新千歳スノースケープ - 2006年12月15日発売
- 関空クロスオーバーエリア - 2006年12月15日発売
- かごしま離島管制リニューアル版 - 2007年5月26日発売
- 福岡オリンタルウイングス - 2007年5月26日発売
- 成田スターライトエアウェイズ - 2007年11月10日発売
- 大阪インターシティエアポート - 2007年11月10日発売
- 東京ビッグウイングDualSite - 2008年4月11日発売
- セントレア中部国際空港 - 2008年4月11日発売

公式製品紹介

## チャレンジ！
ぼく管2を安価で体験できるように、入門編が発売されている。入門に適した3ステージが収録されている。
チャレンジ！…東京国際空港
「東京ビックウイングA」から入門に適した2ステージを収録。ゲームの進め方がより分かり易い「チュートリアルステージ」を増設。カラー冊子「ぼく管に学ぶ航空管制入門」が同梱されている。
チャレンジ2！…東京国際空港・航空自衛隊小松基地（小松空港）
2002年10月4日発売。「東京ビックウイングA」から入門に適した1ステージを収録し、新たに航空自衛隊機が登場する小松基地を1ステージ追加。ゲームの進め方がより分かり易い「チュートリアルステージ」を増設。カラー冊子「「ぼくは航空管制官」に学ぶ航空管制入門」が同梱されている。
ホームエディション…東京国際空港
2002年12月6日発売
チャレンジ3！…東京国際空港・航空自衛隊小松基地（小松空港）
2003年5月8日発売。「東京国際空港」と「航空自衛隊小松基地」をシリーズ作品から1ステージずつ収録。
チャレンジ4！
2005年5月27日発売。「東京ビッグウイングコンプリート」を格安で購入できる優待サービスが付いてくる。送料無料でも購入できるが、外箱は付属しない。
公式製品紹介

## 動作環境
本作の動作環境を右に示す。最新のアップデートにより、現在はすべての作品がWindows Vista・7に対応している。

## Windows版以外の作品

### エアポートヒーロー
PC版のぼく管2をベースにPlayStation Portable版として移植した作品である。
- ぼくは航空管制官 エアポートヒーロー 成田（2006年6月27日発売。発売元：ソニックパワード）…第1弾。成田空港を収録。収録航空会社は全て架空。
- ぼくは航空管制官 エアポートヒーロー 那覇（2006年9月28日発売。発売元：ソニックパワード）…第2弾。収録航空会社は全て架空。
- ぼくは航空管制官 エアポートヒーロー 新千歳（2007年2月22日発売。発売元：ソニックパワード）…第3弾。収録航空会社は全て架空。自分のプレイを後から眺めることが出来るリプレイ機能が実装されている。
- ぼくは航空管制官 エアポートヒーロー 羽田（2010年10月7日発売。発売元：ソニックパワード）…第4弾。収録航空会社は全て架空。
- ぼくは航空管制官 エアポートヒーロー 関空（2010年12月9日発売。発売元：ソニックパワード）…第5弾。収録航空会社は全て架空。PSPシリーズ初の夜モードプレイ可能

## その他

### 卓上航空計器
ぼく管2の一部の製品に、卓上航空計器が同梱されている。入手法は、該当のぼく管2の購入以外に、テクノブレイン公式ページより購入可能である。なお、無料で2日間の試用期間がある。デスクトップアクセサリーで、航空機の計器のようであるが、時計やタイマー、リソース計など機能を持っている。

### ぼくはグランドサービス2
前作「ぼくは航空管制官パワーアップキット2」に、おまけとして、空港の地上スタッフの仕事が体験できるぼくはグランドサービスが付属していたが、ぼく管2の大阪インターシティエアポートの初回限定版には、前作の3Dリニューアル版であるぼくはグランドサービス2が同梱されている。これは特典のみの非売品だが、発売元のテクノブレインサイトによると商品化に含みを残している。
ぼくはグランドサービス2は、ジョイスティックやハンドルなどの外部装置に対応している。

### サウンドトラック
ぼくは航空管制官2のBGMを収録したサウンドトラックCDが発売されている。このCDは、テクノブレインのオンラインショップなどにて購入することができる。